# Gurgaon
Gurgaon este un oraș în India.